# Karliwka (obwód doniecki)
Karliwka (ukr. Карлівка) – wieś na Ukrainie, w obwodzie donieckim, w rejonie pokrowskim, w hromadzie Nowohrodiwka. W 2024 liczyła 0 mieszkańców.